# Ascorhynchus melwardi
Ascorhynchus melwardi là một loài nhện biển trong họ Ascorhynchidae. Loài này thuộc chi Ascorhynchus. Ascorhynchus melwardi được miêu tả khoa học năm 1929 bởi Flynn.